# Seti II
Seti II fou el cinquè faraó de la dinastia XIX d'Egipte. Amb un poder debilitat, va haver de fer front a diversos complots i a la rebel·lió del seu propi fill Amenmesse.

## Noms
El seu nom era Seti-Merneptà (que significa el del déu Seth, estimat de Ptah), tot i que es feia anomenar príncep Nefersetrà, i el seu nom de tron fou Userkheperere Setepenre (que vol dir Poderoses són les presències de Ra, escollit de Ra). Altres noms que duia degut als seus títols imperials foren:
- Nom d'Horus: Kanakht Werpehti
- Nom de Nebty (deesses Nekhbet i Buto): Nekhtkhepesh-der-pedjut

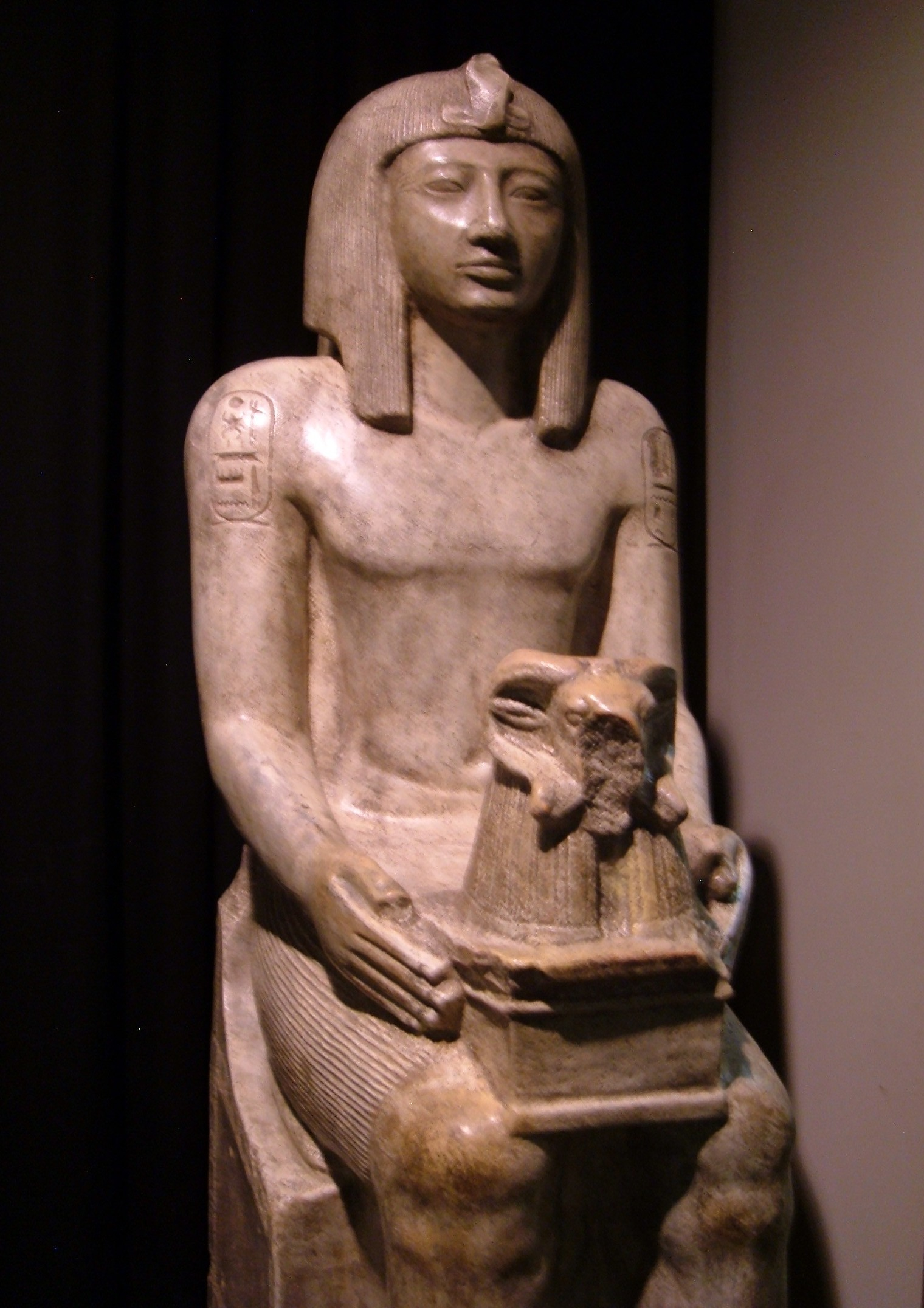
Rèplica d'una estàtua de Seti II amb una ofrena al déu Amon

## Antecedents familiars
Era fill de Meremptah i Isetnofret, ambdós fills del faraó Ramsès el Gran.
De petit vivia al palau del seu avi amb bona part de la nombrosa família reial egípcia. Seti tenia dos germans; Naneferkaptah i Ahura.

## Núpcies i descendents
Es coneixen tres esposes d'aquest faraó. En primer lloc es casà amb
Takhat, germana del seu pare Meremptah, qui li donà almenys un fill:
- Amenmesse, el fill rebel.

Seguidament es maridà amb Tausert, qui esdevindria l'últim faraó de la dinastia XIX. Amb ella va tenir un fill:
- Seti-Merneptà, mort infant.

La seva tercera esposa fou Tia, qui va donar a llum un altre fill:
- Siptà, successor del seu pare Seti II.

## Regnat
Seti va pujar al tron, ja que el seu germà gran Naneferkaptah va morir abans que el seu pare, i va governar uns sis o deu anys probablement després del 1200 aC.
Seti II va tenir un regnat curt però pacífic almenys a l'exterior. Les seves úniques activitats externes foren l'explotació de mines a Serabit al-Khadim al Sinaí.
Va fer alguna construcció a Hermòpolis (acabament d'un temple començat per Ramsès II) i a Karnak, i com altres faraons de l'Imperi Nou d'Egipte, va usurpar inscripcions reials.

### Rebel·lió al sud
En canvi va tenir molts problemes interns; havia nomenat el seu fill Amenmesse virrei de l'Alt Egipte i durant el segon any del regnat de Seti II tota la regió dels cuixites i els nubians donaren suport a les pretensions d'Amenmesse i es van sublevar. El mateix príncep Amenmesse es va autoproclamar faraó de l'Alt Egipte.
La revolta va durar uns dos anys; des del segon any de regnat de Seti II fins al quart any del regnat en què els rebels (etíops, nubians, sacerdots de Karnak i el mateix Amenmesse) foren vençuts per les forces lleials a Seti II.

## Tomba de Seti II
Fou enterrat a la tomba KV15 de la Vall dels Reis. Tot i que coneguda molt antigament no fou ben explorada fins que ho va fer Carter el 1903-1904. Es sospita que Seti II fou enterrat a la tomba de la seva dona Tausret, i després traslladat a aquesta altra tomba. El nom de Seti II fou esborrat i després engravat altra vegada, i se sospita que el regnat d'Amenmesse estigui relacionat amb aquest fet.